# Бени Макарти
Бенедикт Сол Бени Макарти (енгл. Benedict Saul "Benni" McCarthy; Кејптаун, 12. новембар 1977), бивши јужноафрички фудбалер и репрезентативац Јужне Африке. Играо је на позицији центарфора, а тренутно ради као један од тренера у првом тиму Манчестер јунајтеда.
Рођен је у сиромашном предграђу Кејптауна. Фудбал је почео да игра у омладинцима локалних клубова „Јанг пајратс“ и „Крусејдерс“. Његов старији и млађи брат су такође фудбалери. Био је у вези са јужноафричком глумицом и манекенком Ејми Ли Барнс.

## Каријера
Са осамнаест година наступио је за „Севен старс“, где је одиграо три запажене сезоне које су га препоручиле за амстердамски „Ајакс“. У том клубу се задржао две године, а 1999. прешао у „Селту Виго“ за шест милиона евра, тада рекордну суму за једног јужноафричког фудбалера. У „Селти“ је махом био резервна опција, тако да је током четири проведене сезоне једну провео на позајмици у „Порту“, у који ће на крају прећи 2003.
Период у „Порту“ представља његове најбоље играчке године. Тада је Жозе Мурињо преузео тим и винуо га у сам врх европског фудбала, освојивши Куп Уефа 2003. и Лигу шампиона 2004, где је Макарти дао значајан допринос. Чувена су његова два гола у победи против „Манчестер јунајтеда“ у четвртфиналу Лиге шампиона 2004, а те сезоне са двадесет погодака био је и најбољи стрелац португалског првенства.
По одласку Муриња из „Порта“, клуб је пао у резултатима на домаћем и европском плану, па је Макарти 2006. потписао уговор са „Блекберн роверсима“. Ту је провео три и по сезоне, постигавши 52 гола у укупно 140 наступа за тај клуб. Првог фебруара 2010. прелази у „Вест Хем јунајтед“, са којим потписује двогодишњи уговор.

## Репрезентација
Дебитовао је за репрезентацију 4. јуна 1997 у пријатељској утакмици против Холандије.
На Купу афричких нација 1998 постигао је седам голова, од којих четири против репрезентације Намибије за 13 минута. Исте године наступа и за репрезентацију на Светском првенству у Француској, где постиже гол против Данаца. 2002 такође наступа за репрезентацију на Светском првенству у Јужној Кореји и Јапану где им замало измиче други круг. После неколико неспоразума са челницима фудбалског савеза 2002 објавио је повлачење из репрезентације, да би се ипак после две године вратио.
Држи рекорд по броју голова за репрезентацију, а као наступ за јужноафричку репрезентацију на Светском првенству 2010 биће му трећи.

## Највећи успеси (као играч)

### Ајакс
- Првенство Холандије (1) : 1997/98.
- Куп Холандије (2) : 1997/98, 1998/99.

### Селта Виго
- Интертото куп (1) : 2000.

### Порто
- Првенство Португала (2) : 2003/04, 2005/06.
- Куп Португала (1) : 2005/06.
- Суперкуп Португала (2) : 2003, 2004.
- Лига шампиона (1) : 2003/04.
- Интерконтинентални куп (1) : 2004.
- Суперкуп Европе : финале 2003, 2004.

### Орландо пајратс
- Премијер лига (1) : 2011/12.
- МТН 8 (1) : 2011.
- Телком нокаут куп (2) : 2011.

### Репрезентација Јужне Африке
- Афрички куп нација : финале 1998.
- Афро-азијски куп нација (1) : 1997.
- Куп уније (1) : 2002.

### Индивидуална признања
- Најбољи играч афричког купа нација (1) : 1998.
- Најбољи стрелац афричког купа нација (1) : 1998.
- Најбољи тим афричког купа нација (1) : 1998.
- Најбољи стрелац Африке (1) : 2004.
- Ајаксов таленат године (награда Марко ван Бастен) (1) : 1997/98.
- Најбољи играч месеца првенства Португала (3) : јануар 2004, март 2004, октобар 2004.
- Најбољи стрелац првенства Португала (1) : 2003/04.
- Најбољи стрелац купа Португала (1) : 2005/06.

## Највећи успеси (као тренер)

### Кејптаун Сити
- МТН 8 (1) : 2018.